# Chrysler Norseman
La Chrysler Norseman était un coupé fastback quatre places construit en 1956 en tant que concept car. Bien que conçue par les stylistes de Chrysler, la construction proprement dite a été confiée à la firme italienne de carrosserie, la Carrozzeria Ghia. Le concept car a été perdu lors du naufrage du paquebot Andrea Doria qui le transportait aux États-Unis.

## Conception
Virgil Exner, travaillant dans le groupe de style avancé de Chrysler, a développé des voitures plus basses, plus élégantes et plus agressives pour Chrysler dans les années 1950. Exner voulait également une visibilité panoramique maximale depuis l'intérieur de la voiture et il a poussé le design de la Norseman jusqu'à la limite. Le concept car a été nommé d'après les ancêtres d'Exner.
La Norseman a été conçue par la division d'ingénierie de la Chrysler Corporation et construite par Ghia de Turin, Italie. Ghia avait de l'expérience dans la construction de véhicules à faible volume et de prototypes uniques. Chrysler voulait un véhicule entièrement pilotable, pas seulement une maquette roulante, donc tous les systèmes normaux pour le groupe motopropulseur, le freinage et la suspension ont été installés. La puissance provenait d'un moteur Hemi modifié de 5,4 L produisant 235 ch (175 kW; 238 ch) avec une transmission automatique Powerflite commandée par bouton-poussoir. Les panneaux de carrosserie de la voiture étaient en aluminium avec "un capot fortement incliné, des ailerons arrière relevés et un dessous de caisse lisse et couvert pour une efficacité aérodynamique". La Norseman combinait une "conception d'extrémité arrière fastback et une approche propre à Chrysler sur le traitement de l'aileron et du pare-chocs arrière".
Plus difficile à fabriquer était le toit en porte-à-faux inhabituel, qui n'était fixé à la carrosserie qu'au niveau des montants C arrière. Il n'y avait pas de piliers latéraux et à l'avant le toit ne reposait que légèrement sur un pare-brise entièrement sans cadre. Un toit ouvrant en panneau de verre coulissant à commande électrique avancé mesurant 12 pieds carrés était difficile à intégrer dans une structure de toit mince sans support de montant A à l'avant. Le pare-brise et le verre du toit ont été spécialement fabriqués par PPG Industries pour offrir de la résistance et être incassables. La vitre de la porte était sans évent (sans petite fenêtre de ventilation à l'avant), un thème de style qui deviendra populaire une quinzaine d'années plus tard. L'intérieur comprend quatre sièges baquets et les ceintures de sécurité à enrouleur sont montées dans la porte et la fixation pour les occupants se trouve sur la console centrale. Les autres caractéristiques comprenaient des phares automatiques, des poignées de porte et un dispositif d'ouverture de couvercle de coffre dissimulé.
La construction compliquée de la voiture, avec ses fonctionnalités avancées, a pris quinze mois et la voiture a finalement été livrée au transitaire. Elle était estimée à 150 000 $ US (en 1956). La voiture a raté son expédition prévue depuis l'Italie et a été placée dans un conteneur du premier navire suivant, le paquebot Andrea Doria.

## Postérité
La voiture devait être l'attraction vedette lors de l'exposition de Chrysler pour 1957 et a été expédiée de Turin par Ghia vers New York en juillet 1956. Mais le paquebot Andrea Doria qui la transportait a été impliqué dans une collision au large des côtes du Massachusetts et a coulé, avec la perte de cinquante et une vies et de tout le fret.
Cette "victime fascinante" du naufrage de l'Andrea Doria était une automobile unique en son genre. En conséquence, la voiture n'a jamais été montrée au public et n'a jamais été vue par la plupart des stylistes qui ont travaillé dessus. Elle est cependant connue des historiens de l'automobile par le biais de photographies et de spécifications. Chrysler n'a jamais utilisé la conception du toit en porte-à-faux dans aucun véhicule ultérieur.
Le concepteur automobile Richard A. Teague, qui a travaillé pour Chrysler en tant que styliste au milieu des années 1950, était responsable de nombreux véhicules d'American Motors et la "ressemblance de la Norseman avec le coupé Rambler Marlin de 1965, ou vice versa, était étrange".